# 카타리나 탈바흐
카타리나 탈바흐(Katharina Thalbach, 1954년 1월 19일 ~ )는 독일의 배우, 영화 감독이다.

## 출연 작품
- 이히 바르 노흐 니말스 인 뉴욕 (2019)
- 100일 동안 100가지로 100퍼센트 행복찾기 (2018)
- 리코, 오스카 앤 더 파스타 디텍티브즈 2 (2015)
- 나의 산티아고 (2015)
- 붕붕 달려라 깜이 (2015)
- 하니 앤 난니 3 (2013)
- 루비 레드 (2013)
- 레이븐 더 리틀 래스클 (2012)
- 루드비히 2세 (2012)
- 세계를 측정하는 방법 3D (2012)
- 달사람 (2012)
- 포가튼 - 잊혀진 소녀 (2012)
- 나의 가족 나의 도시 (2011)
- 앙리 4세 (2010)
- 핸데 웨이 본 미시시피 (2007)
- 레트클리프 부인의 혁명 (2007)
- 넌 혼자가 아냐 (2007)
- 세 도둑 (2007)
- 스트라이크 (2006)
- 왕도둑 호첸플로츠 (2006)
- 릴로 & 스티치 - 시리즈 (2003)
- 태양의 거리 (1999)
- 브레멘 음악대 (1997)
- 카스파 하우저 (1993)
- 미스터 발렌베르크 (1990)
- 소피의 선택 (1982)
- 양철북 (1979)
- 크리스타 클라게스의 두번째 각성 (1978)